# اللص الشريف (فلم)
اللص الشريف فيلم مصري لعام 1953 من بطولة إسماعيل ياسين وشادية  ولولا صدقي  ومحمود السباع  ومحمد توفيق  وثريا فخري. إخراج حمادة عبد الوهاب (مخرج)  محمود فريد (مخرج مساعد) وتأليف علي الزرقاني (سيناريو وحوار).

## القصة
«إسماعيل» (إسماعيل ياسين) عجلاتي يرغب في الزواج من «فتحية» (شادية) وينافسه في ذلك (عبد المنعم إسماعيل) الذي يقبل به والدها ولكن «فتحية» تحب «إسماعيل» وترفض الزواج من أي حد غيره مما يؤدي إلى أن يرسلها والدها لمنزل عمتها ليبعدها عن «إسماعيل» ويتجنب أي مشاكل قد تؤثر على إتمام زواجها من (عبد المنعم إسماعيل) وحين يذهب «إسماعيل» للبحث عن «فتحية» يتعرض لعصابة خطيرة زعيمها «جاسر» شديد الشبه منه ومطلوب القبض عليه، والسؤال هو ما الذي سيترتب على ذلك.

## وصلات خارجية
مقالات تستعمل روابط فنية بلا صلة مع ويكي بيانات